# Jacques Bonfrère

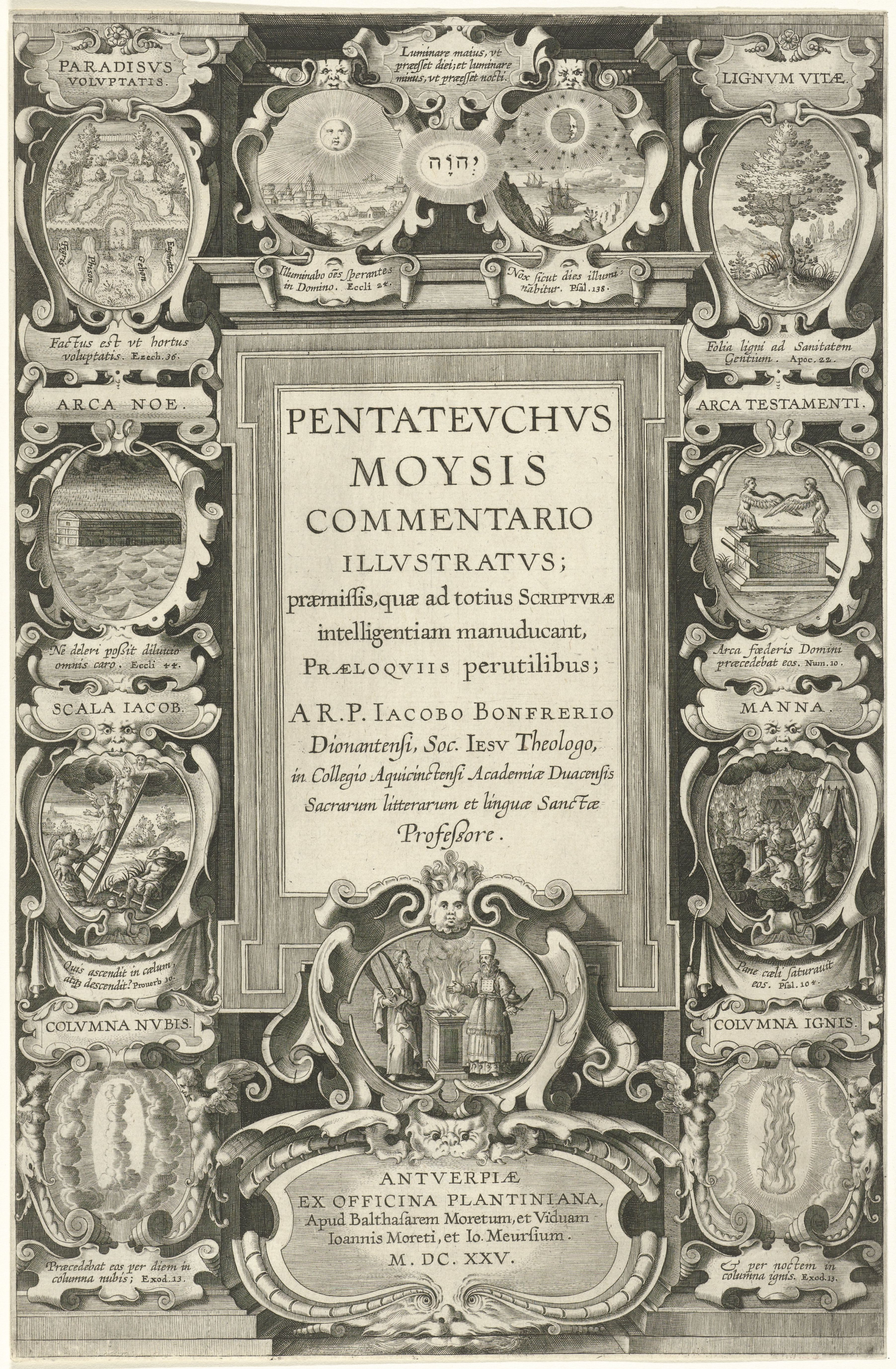
Jacques Bonfrère, Pentateuchus Moysis commentario illustratus, Antuérpia, 1625.

Jacques Bonfrère (12 de abril de 1573, em Dinant, Bélgica - 9 de maio de 1642, em Tournai, Bélgica) foi um padre jesuíta, erudito bíblico e principal comentarista do Antigo Testamento.

## Vida
Bonfrere entrou na Companhia de Jesus em 1592. Depois de ter ensinado retórica, filosofia e teologia, ele se dedicou às Sagradas Escrituras. Ele foi por muito tempo professor de Escritura e Hebraico em Douai, onde foi Superior do Scots College. Sweert, em seu Atheneae Belgicae, fala dele como um homem de rara virtude; ele elogia sua diligência e prudência, bem como a penetração de sua mente e a solidez de seu julgamento.

## Trabalho
Bonfrère deve sua fama ao seu trabalho no departamento das Sagradas Escrituras, no qual, ele nos diz, foi iniciado por Cornelius a Lapide. Sua Praeloquia foi, em 1839, selecionada por Jacques Paul Migne como o tratado ou introdução geral mais adequada para começar sua Sacrae Scripturae Cursus Completus (I, cols. 5-242). Nesta obra, Bonfrère trata de assuntos relativos à Bíblia como um todo. Sua seleção e tratamento dos tópicos foram amplamente determinados pelas controvérsias da época a respeito do valor da Vulgata, a obscuridade das Escrituras, etc. Os métodos históricos agora aplicados ao texto canônico e a hermenêutica da Sagrada Escritura não eram conhecidos em sua época. Ele trata da inspiração em um capítulo (cap. Viii: De modo quo Deus cum hisce Scriptoribus hagiographis habuit). Os pontos de vista que ele apresenta aqui não concordam em todos os aspectos com os ensinamentos dos teólogos católicos modernos. Ele sustenta, por exemplo, que a aprovação de um escrito de Deus, subsequente à sua composição, seria suficiente para torná-lo canônico. Na verdade, porém, ele nos garante, nenhum livro da Bíblia foi tão composto. Em seguida, expressa a opinião de que, ao escrever sobre o que sabiam sem revelação, os autores sagrados apenas tiveram o auxílio necessário para preservá-los do erro. Ele não faz uma distinção clara entre inspiração e revelação. (Veja Pesch, De Inspiratione, "Nos. 323 e 324).
As "Praeloquia" foram publicadas junto com um comentário sobre o Pentateuco em um volume intitulado: Pentateuchis Mosis commentario illustatis, praemissis praeloquiis perutilibus (fol., Antuérpia, 1625). Seguiu-se seu comentário sobre Josué, Juízes e Rute, ao qual acrescentou um tratado sobre a geografia sagrada, composto por Eusébio e traduzido por Jerônimo: Josue, Judices et Ruth commentario illustarti. Acesse Onomasticon (fol. Paris, 1631). Bonfrère se comprometeu a explicar os Livros dos Reis antes de seu trabalho no Pentateuco, ele nos conta em seu prefácio a este último; mas sentiu necessidade de voltar ao início das coisas. Seu Libri Regnum et Paralipomenon commentariis illustrati foi entregue à imprensa em Tournai, em 1643, após sua morte. Mas a gráfica foi queimada e a obra não apareceu. Os biógrafos não fazem referência nem mesmo aos manuscritos. Diz-se que Bonfrère deixou comentários em quase todos os outros livros da Bíblia. Sua explicação do texto das escrituras mostra um conhecimento muito bom do hebraico e dá atenção especial aos lugares mencionados. Sua erudição é extensa para sua época. A sobriedade e prudência de seus comentários são geralmente admiradas entre os teólogos católicos.